# Cappella dei Santi Cosma e Damiano (Angri)
La Cappella dei Santi Cosma e Damiano è situata nella parte più antica del centro storico della città di Angri. È conosciuta anche col nome di Cappella Pisacane, dal nome dei loro primi proprietari e fondatori, ma anche col nome di Cappella di Montevergine, dal nome della pala d'altare presente al suo interno e raffigurante la Madonna di Montevergine. Di origini medievali, sorge inglobata in un antico edificio che risale al XVIII secolo, accessibile dal piano terra dello stabile, nella strada più antica della città, in via di Mezzo, più precisamente nella traversa est chiamata via dell'angelo (perché intitolata a San Giovanni apostolo l'evangelista). 

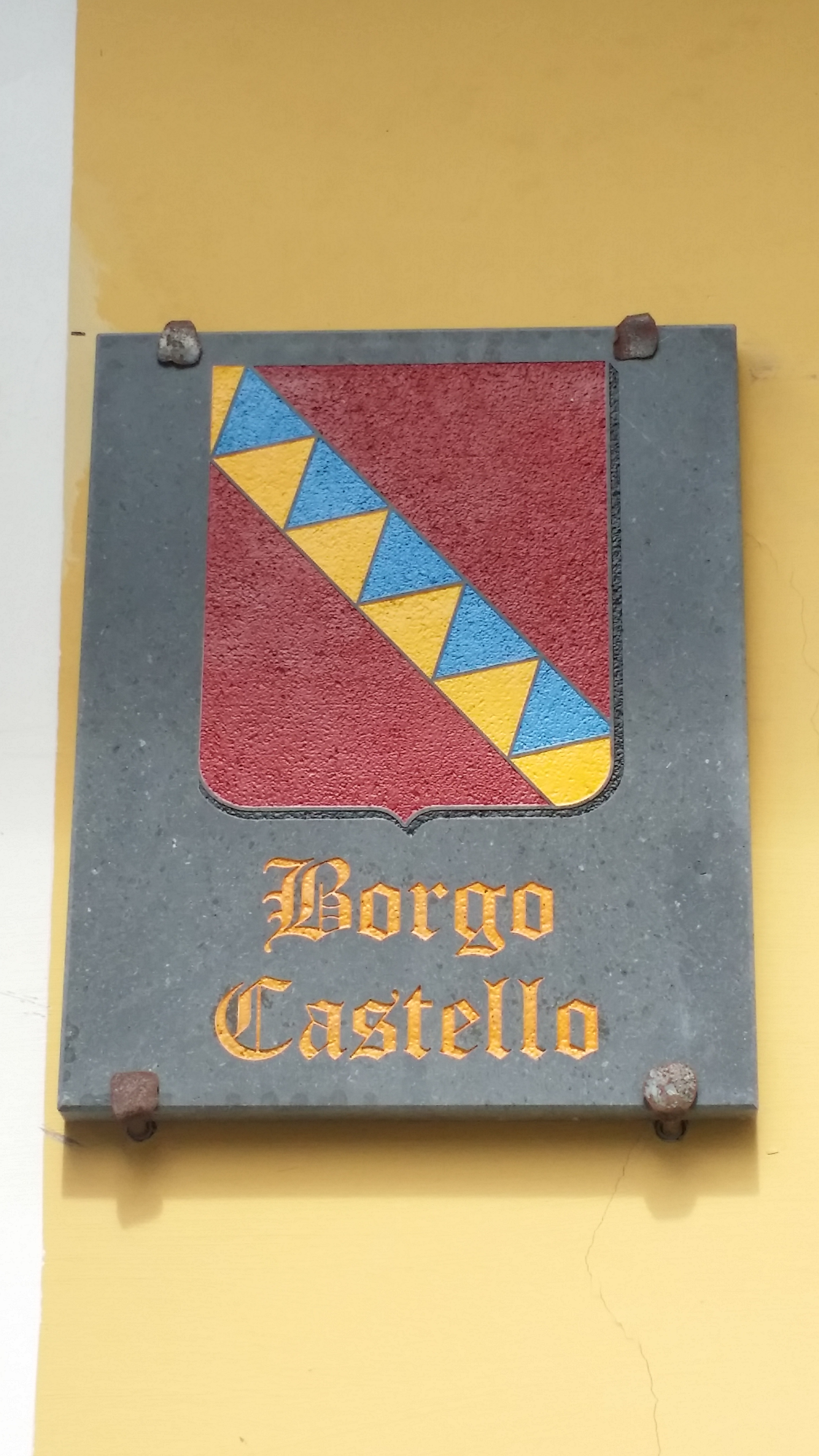
Insegna incisa a colori su lastra oblunga in pietra lavica raffigurante l'arma gentilizia della casata Zurolo, detta anche Zurlo, Signori di Angri e di altre Terre del Regno di Napoli in Età medievale. L'insegna è allocata su una parete di una vetusta casa palaziata del centro storico, di fronte al Castello di Angri e poco distante dalla Cappella dei Santi Cosma e Damiano e dalla Collegiata chiesa di San Giovanni Battista. Questo antico stemma - cui risulta attestato/annotato/registrato negli atti ufficiali del Sovrano Militare Ordine di Malta (S.M.O.M.); nel Minutario spagnolo, conservato a cura di don Alfonso Ceballos Escalera y Gila marchese de la Floresta, cronista Rey de armas di Castiglia e León, membro ufficiale araldico di Spagna; nell'Annuario della Nobiltà Italiana - è attribuito alla famiglia Zurolo, ramo di Castellammare di Stabia (Napoli), con la seguente descrizione araldica: di rosso, alla banda cuneata d'oro e d'azzurro. La sottostante iscrizione, Borgo Castello, afferisce invece all'antico quartiere sito nelle immediate vicinanze della residenza-Castello del feudatario di Angri il conte Giovanni Zurolo (cfr. atti deliberativi del Comune di Angri, Disciplinare Palio Storico Città di Angri).

## Storia
Le prime notizie storiche sulla fondazione della cappella
La cappella sorse per volontà del nobile Baldassare Pisacane, per questo motivo venne chiamata anche con il cognome del fondatore Pisacane, ma successivamente anche con il nome della Madonna di Montevergine, poiché venne creata una pala d'altare proprio con questo nome alla fine del XV secolo.
I danneggiamenti dovuti al terremoto del 23 novembre 1980
La cappella venne danneggiata, sebbene in misura molto limitata, una prima volta durante il terremoto dell'Irpinia del 23 novembre 1980, e da allora non è stata ancora messa dovutamente in sicurezza.
Altre problematiche
Nel mese di luglio 2013, è stato improvvisamente e inspiegabilmente tolto il gradino in pietra posto davanti alla Cappella Pisacane dei SS. Cosma e Damiano, non si sa se per furto. Successivamente è stato messo un nuovo scalino al suo posto, ma questa volta di ferro.
La chiusura della cappella a causa di cedimenti strutturali del soffitto
L'8 settembre 2017 il comune di Angri affidò mediante un'ordinanza, la n. 8 del 2017, l'inizio dei lavori di ristrutturazione della cappella alla collegiata di San Giovanni Battista di Angri, dichiarando inoltre che la cappella non era di propria competenza. Il comune di Angri informò anche la curia vescovile di Nocera Inferiore-Sarno e il parroco della collegiata di San Giovanni mons. Vincenzo Leopoldo dei problemi strutturali dell'edificio e sul da farsi per metterla in sicurezza ma, nonostante la cappella Pisacane fosse un bene immobile della chiesa, la curia rispose prontamente che la cappella non era di loro dominio e che non esistevano nemmeno degli atti che lo provassero. La stessa cosa venne ribadita anche dal monsignor. Vincenzo Leopoldo, e aggiunse che la Chiesa non si sarebbe resa responsabile per danni a persone o cose se il comune di Angri o qualcun altro avesse incominciato i lavori di restauro nella cappella. Il sindaco Cosimo Ferraioli fece eseguire alcuni interventi necessari all'interno della cappella e dichiarò pure che in futuro la cappella, sarebbe stata acquisita ed inserita nei beni immobili del comune, ma per quell'anno, nessuna delle due parti tirate in causa per i lavori ristrutturazione procedette.
Il 14 marzo 2018 il sindaco Cosimo Ferraioli con l'ordinanza n° 60 del 14/03/2018, deliberò la chiusura definitiva della cappella al pubblico e a tutte le funzioni liturgiche.
Una nuova riapertura della cappella ma non per le funzioni liturgiche
Agli inizi del 2019 la cappella è stata riaperta al pubblico ma non alle funzioni liturgiche dall'attuale custode.

## Descrizione

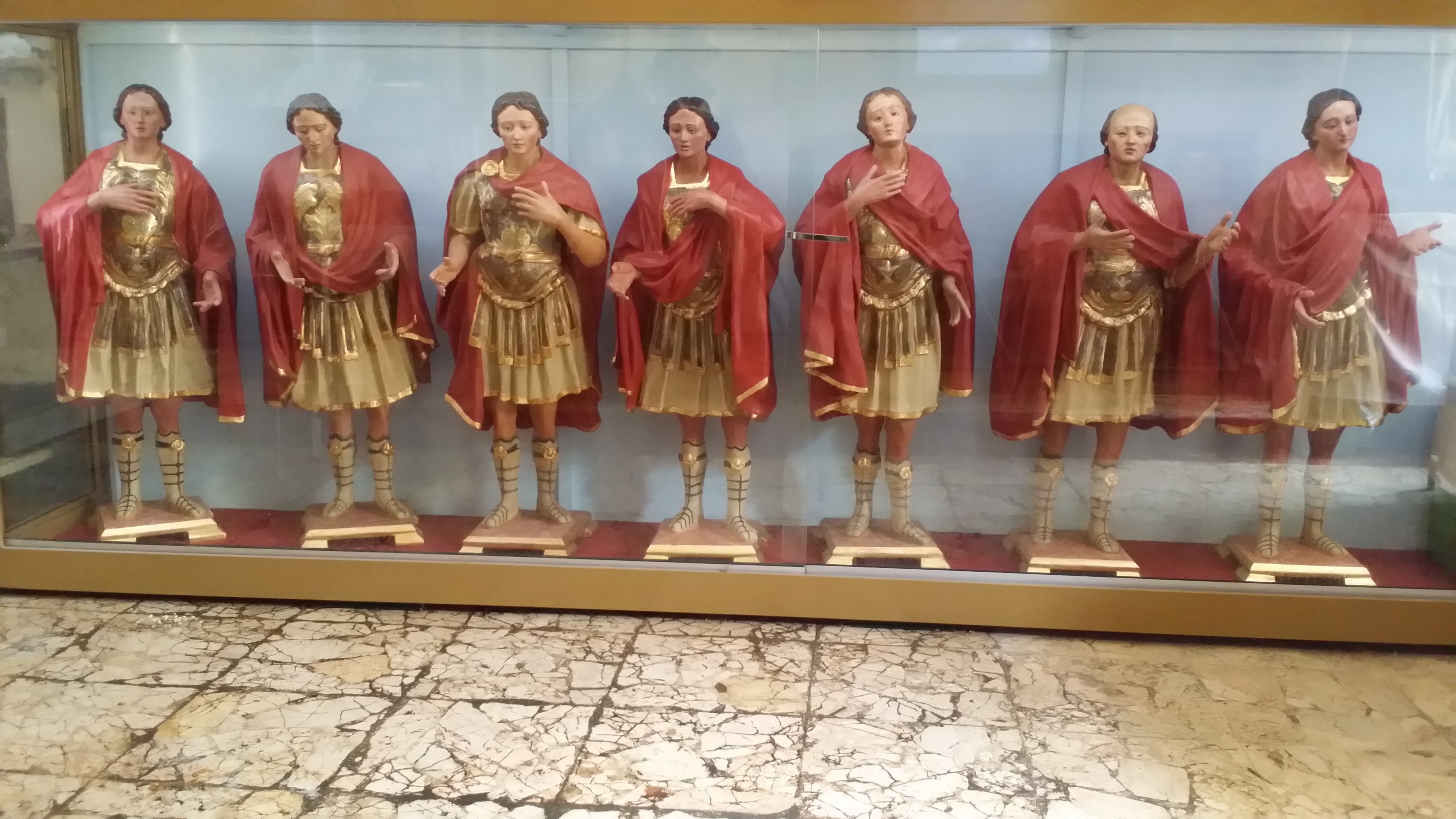
Teca di vetro contenente le statue in cartapesta dei sette Santi dormienti (Costantino, Dionisio, Giovanni, Massimiano, Malco, Marciano e Serapione), situate nella cappella dei Santi Cosma e Damiano di Angri.

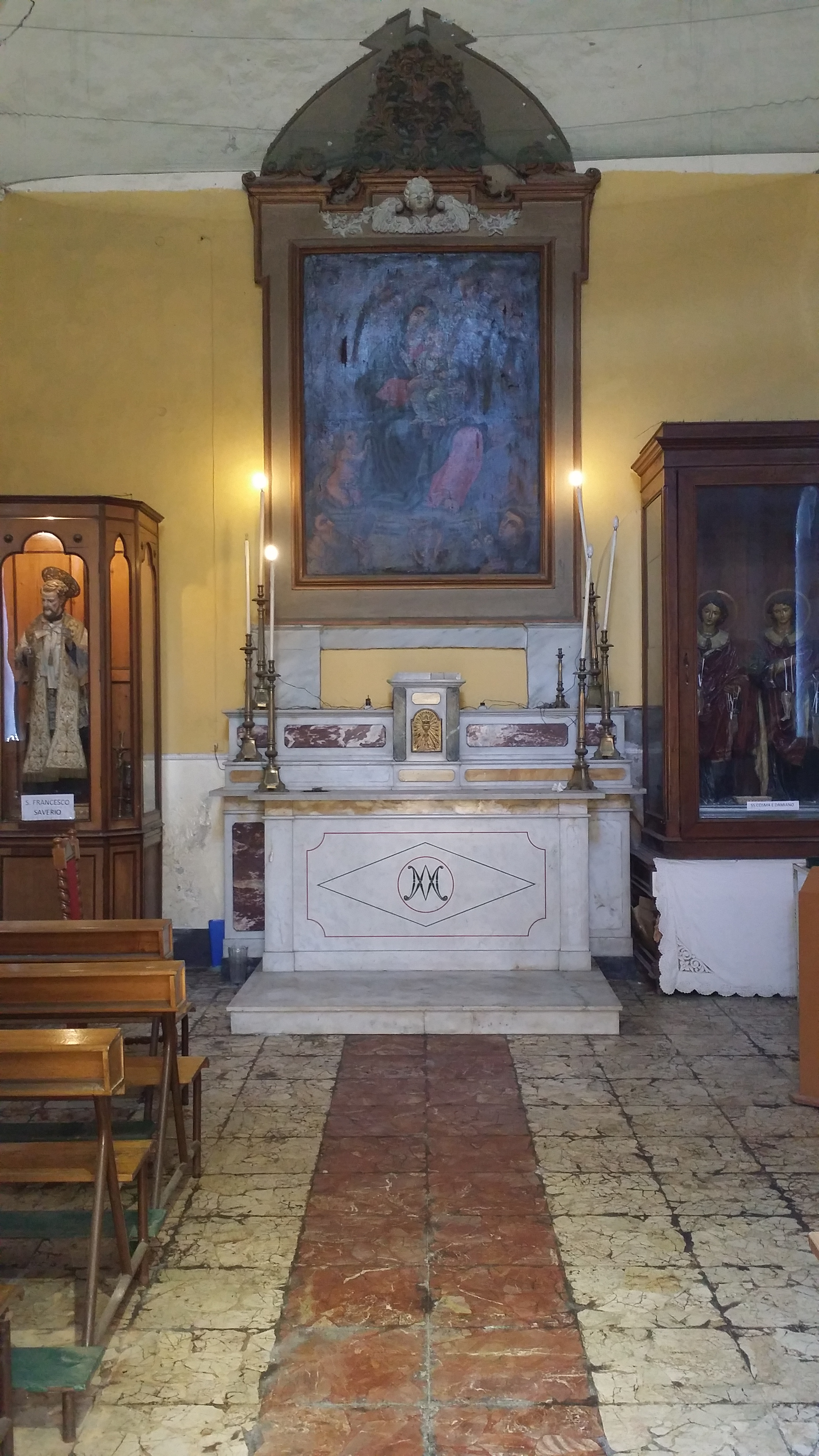
Interno di una parte della cappella dei Santi Cosma e Damiano. In fondo, si nota una pala d'altare raffigurante la Madonna di Montevergine. Alla sinistra della dell'altare maggiore è presente la statua di San Francesco Saverio in cartapesta e legno conservata in una teca di vetro, mentre alla destra dell'altare maggiore sono conservate le statue dei Santi Cosma e Damiano, realizzate in cartapesta e sempre conservate in una teca di vetro.

L'ubicazione della cappella e la sua composizione esterna
La cappella sorge nel primo nucleo abitativo della città di Angri annessa a un edificio settecentesco.
Composizione interna della cappella
All'interno della cappella ci sono diverse statue quattrocentesche in cartapesta e si possono annoverare: le sette statue dei sette Santi dormienti di Efeso, poste in una teca verticale di vetro, uniche in Italia e in Europa per dimensioni, una statua della Madonna di Montevergine, messa alla destra dell'ingresso in una nicchia, una statua in cartapesta di Sant'Antonio da Padova, posta nella seconda nicchia alla sinistra dell'altare maggiore; alla sinistra dell'altare maggiore vi sono invece le due statue dei Santi Cosma e Damiano.
Primi restauri apportati alle statue in cartapesta dei sette Santi dormienti
Nella sera del 5 maggio 2012 venne organizzata una cena di beneficenza dal sindaco di Angri Pasquale Mauri nel Castello Doria di Angri, per la raccolta di soldi da destinare successivamente per la restaurazione delle statue in cartapesta dei sette Santi dormienti. I soldi raccolti quella sera vennero dati poi all'associazione Panacèa durante la ricorrenza della festa dei Santi Cosma e Damiano, titolari della cappella Pisacane.

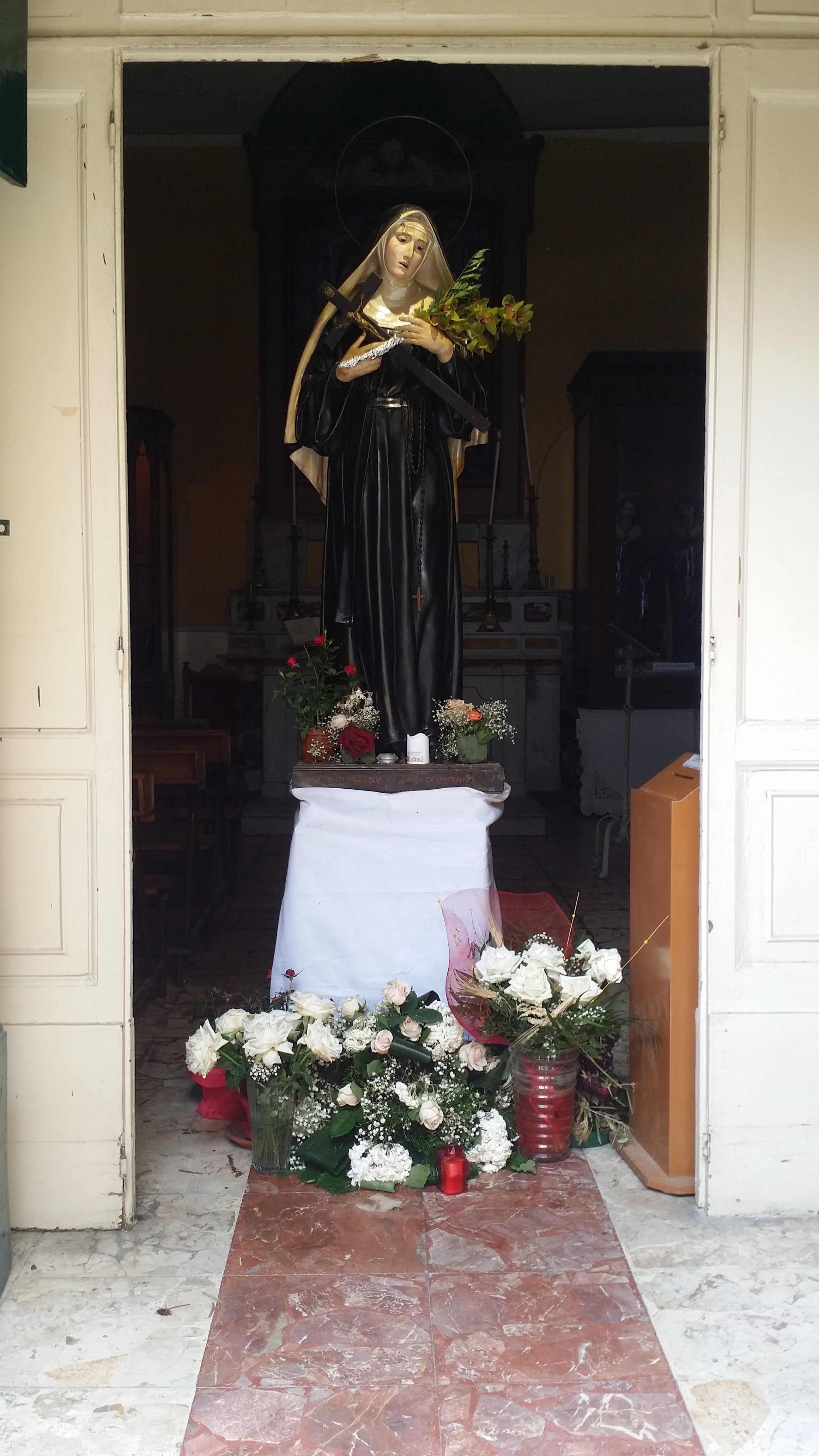
Statua in cartapesta romana di Santa Rita da Cascia mantenente tra le mani un crocifisso esposta all'ingresso della Cappella dei Santi Cosma e Damiano, durante il giorno della sua ricorrenza.

Nel 2013 l'associazione Panacèa e l'associazione culturale dei Santi Cosma e Damiano di Angri-cappella Pisacane procedettero a far eseguire un primo restauro ad una delle quattrocentesche statue in cartapesta dei sette Santi dormienti (chiamati anche con il nome di sette santi dormienti di Efeso), uniche in campania e in Italia, per le grandi dimensioni. La statua del santo, una volta restaurata venne poi esposta presso l'altare maggiore della cappella durante la ricorrenza della festività dei santi Cosma e Damiano.
Tra il 2017 e il 2018 sempre su proposta dell'associazione culturale dei Santi Cosma e Damiano di Angri, si procedette alla restaurazione delle altre 6 statue dei santi dormienti.